# Dalton (Nebraska)
Pour les articles homonymes, voir Dalton.
Dalton est un village du comté de Cheyenne, dans l'État du Nebraska, aux États-Unis. En 2020, il comptait une population de 284 habitants.